# Sex on the beach
Sex on the beach este un cocktail alcoolic care conține vodcă, șnaps de piersici, suc de portocale și suc de merișoare. Este un cocktail oficial al International Bartenders Association.

## Tipuri generale
Există două tipuri generale ale cocktail-ului:
- Cocktail-ul oficial IBA este preparat din vodcă, șnaps de piersici, suc de portocale și suc de merișoare.[1]
- Mr. Boston Official Bartender's Guide 2008 (ediția 67) oferă o rețetă alternativă care conține vodcă, Chambord, lichior de pepene Midori, suc de ananas și suc de merișoare.[2]

Băutura este preparată peste gheață într-un pahar highball și garnisită cu o felie de portocală. Uneori este preparată în cantități mai mici și servită ca shot.

## Variante
Unele variante derivate au propriile nume:
- Un „sex in the driveway” este un sex on the beach cu sucurile de portocale și de afine înlocuite cu curaçao albastru și Sprite.[4]
- Un „woo woo” este un sex on the beach fără suc de portocale.[5]
- Varianta fără alcool este uneori denumită „safe sex on the beach”, „cuddles on the beach” sau „virgin(s) on the beach”.[6]